# 퍼트리샤 앨리슨
퍼트리샤 앨리슨(영어: Patricia Allison, 1994년 12월 7일 ~ )은 잉글랜드의 배우이다. 2019년부터 방영중인 드라마 《오티스의 비밀 상담소》에서 올라 나이먼 역으로 잘 알려져 있다.